# San (flod)
San är en 433 kilometer lång flod i sydöstra Polen och nordvästra Ukraina.

## Sträckning
Flodens källa ligger i sydöstra delen av Bieszczady nationalpark på den ukrainska sidan av gränsen. San flyter huvudsakligen genom nordöstra Karpaterna men flyter efter staden Jarosław genom låglandet fram till sin mynning i Wisła nära staden Sandomierz.
Kort efter källan bildar floden på en 50 km lång sträcka gränsen mellan Ukraina och Polen. Även ett kort stycke nära Przemyśl fungerar som gräns. Flodens avrinningsområde är 16 860 km² varav 14 390 km² ligger i Polen och resterande del är belägen i Ukraina. Andra städer som ligger vid floden är bland annat Sanok, Dynów, Przemyśl, Jarosław och Stalowa Wola.